# Helina collessi
Helina collessi är en tvåvingeart som beskrevs av Adrian C. Pont 1989. Helina collessi ingår i släktet Helina och familjen husflugor. Inga underarter finns listade i Catalogue of Life.